# Клем Толеј
Клем Толеј (1948 — 6. октобар 2004) био је родезијски фолк певач који се истакао 1970-их својим патриотским песмама. Врхунац своје славе достигао је током Родезијског грађанског рата.

## Биографија
Клем је рођен 1948. у Солзберију (данашњем граду Хараре) у Јужној Родезији. Песме је почео да пише док је био студент уметности у Дурбану, у Јужноафричкој Републици. Vagabond Gun, једна од његових првих песама, победник је категорије на Јужноафричком музичком фестивалу 1966. Толеј се потом вратио у Родезију како би радио на оглашавању. Почео је да пева у првом фолк објекту у Родезији, The Troubadour у Улици Ангва у Солзберију. Док је тамо наступао, упознао је Су Еклс и Ендија Дилона. Трио је формирао групу The Kinfolk и преселио се у Јужноафричку Републику. Убрзо по пресељењу у Јоханезбург, Еклс је напустио групу.
Клем и Енди основали су нову групу под називом The Legend Trio са Ивоном Раф. Овај нови трио певао је у оригиналном јужноафричком Troubadour-у и учествовао је на бројним SAFMA-овим националним фолк фестивалима.
Клем се 1967. оженио Џином Смит (пасторком родезијског премијера Ијана Смита).
Толеј је започео соло каријеру снимивши неколико синглова са Арт Хитли. Мел Милер, Питер Лирој и Силвија Стот су му се накратко придружили и 1970. основали групу пре него што се вратио у Родезију 1971. Клем је убрзо окупио велики број следбеника.
Свој први албум Songs of Love & War снимио је за дискографску кућу Shed Studios. Сам га је написао и продуцирао. Албум је награђен Златном плочом. Написао је звучну нумеру и песме за филм What A Time it Was и тематску песму за филм у част рањеним трупама Родезије, Tsanga, Tsanga.
Као уметнички директор рекламне агенције Matthewman Banks and Tholet, имао је значајну улогу у писању великог броја рекламних песама за своје клијенте. Продуцирао је други албум под називом Two Sides to Every Story пре него што се вратио у Јужноафричку Републику. Живео и радио у рекламној индустрији дуги низ година у Кејптауну. Умро је 6. октобра 2004. од последица тешке и исцрпљујуће болести.
Archives, Клемов последњи албум, продавао се (и још се продаје) за добротворно прикупљање средстава за помоћ фондацији Flame Lily Foundation. Овај пројекат настоји да обезбеди средства за животни трошак старих бивших становника Зимбабвеа и Родезије који живе у ЈАР, а којима је зимбабвејска влада ускратила пензије.

## Дискографија

### Албуми
| Име                      | Година | Дискографска кућа | Напомене                                                      |
| ------------------------ | ------ | ----------------- | ------------------------------------------------------------- |
| Songs of Love & War      | 1979.  |                   | Награда Златна плоча                                          |
| Two Sides to Every Story | 1978.  |                   |                                                               |
| Archives                 | 2004.  |                   | продавао се за добротворно прикупљање средстава за пензионере |

### Синглови
| Име                  | Година | Д. кућа | Напомене                                                |
| -------------------- | ------ | ------- | ------------------------------------------------------- |
| Vagabond Gun         | 1966.  |         | победник категорије на Јужноафричком музичком фестивалу |
| The Cold Side        | 1968.  |         |                                                         |
| Mirror of My Mind    | 1968.  |         |                                                         |
| With Pen in Hand     | 1968.  |         |                                                         |
| True Love is a Tear  | 1968.  |         |                                                         |
| Vrystaat             | 1969.  |         |                                                         |
| Rhodesians Never Die | 1973.  |         |                                                         |
| Hey, Hey Jerome      | 1973.  |         |                                                         |
| Peace Dream          | 1977.  |         |                                                         |
| The Last Farewell    | 1978.  |         |                                                         |
| Song for Johnny      | 1978.  |         |                                                         |
| What a Time it Was   | 1978.  |         |                                                         |
| Zambesi, Zimbabwe    | 1980.  |         |                                                         |
| Sunny Days and Rain  | 1980.  |         |                                                         |
| Used Car Dealer      | 1980.  |         |                                                         |
| Somebody Else's Song | 1981.  |         |                                                         |

### Филмске нумере
| Име                             | Година | Д. кућа | Напомене |
| ------------------------------- | ------ | ------- | -------- |
| What a Time it Was              |        |         |          |
| What a Time it Was              |        |         |          |
| Golden Days                     |        |         |          |
| With His Hands                  |        |         |          |
| Peace Dream                     |        |         |          |
| If the World Had Another Hitler |        |         |          |
| Tsanga, Tsanga                  |        |         |          |